# 戈宝权
戈宝权（1913年2月15日—2000年5月15日），男，江苏东台人，中国国际文化活动家，文学翻译家。20世纪30年代初开始从事翻译和外国文学研究，历任中苏友好协会总会副秘书长、社科院文学研究所研究员、中国作协理事、中国译协理事等职。

## 生平

### 早年与教育
1913年2月15日生于江苏东台。5岁入学，4年初小，3年高小，1925年考进张謇创办的东台母里师范读书。1928年考入上海大夏大学本科法学院经济系。学习英、法、日语，自学世界语，后又学习俄语，阅读了大量的中外文学作品，特别是普希金、托尔斯泰、屠格涅夫等著名俄罗斯文学作品。在此期间，他还翻译了拜伦、雪莱和罗塞蒂的抒情诗，托尔斯泰的短篇小说，从日文转译了爱尔兰诗人叶芝的访问记等。三年半后拿到法学学士学位。1932年受校长欧元怀的推荐，在《时事新报》出版部当编辑，为《新生》周刊连续撰写“世界名人及其名著提要”，从此走上编辑、翻译和记者生涯。

### 战争时期
从1935年起作为天津《大公报》的记者驻苏联莫斯科三年。1937年七七事变发生后，戈宝权决定回国参与抗战。他从莫斯科辗转波、德、法等国，在大西洋、太平洋航行了22天，到达西贡。又经由南宁和桂林等地，1938年初抵达武汉。经艾寒松的介绍，担任《新华日报》和《群众》杂志的编辑和编委。在艾寒松和总编辑吴克坚的推荐下，戈宝权通过了组织考验，于5月份正式加入共产党，与周恩来在同一个党支部活动。在周的建议下，他以秘密党员的身份，投入了地下活动。:31
他先后在武汉和重庆参加编辑工作，期间还结识了邹韬奋、郭沫若等知名文化人士。皖南事变后，戈宝权在周恩来的嘱咐下乔装出走，经由贵阳和桂林，来到香港。他为《华商报》、《大众生活》等刊物译文撰稿，同时还任《青年知识》编委，与叶以群创办了“文艺通讯社”，向港澳与南洋的进步报刊供稿。:121
1941年底太平洋战争爆发，香港沦为敌占区。1942年1月9日，他和茅盾、叶以群等一批文化人在香港駱克道换上平民便装，打扮成“难民”，由东江纵队的交通员引领，避开日军岗哨和检查站，至黄昏时抵达铜锣湾避风塘，登上预先备好的大驳船。次日安全抵达九龙市区秘密接待点。1月11日他们撤离九龙，沿西线入青山道，经过秘密交通线，避开日军岗哨，顺利通过日军的封锁线。然后翻山穿谷，渡过深圳河，于13日顺利抵达宝安羊台山抗日根据地。
1942年5月，根据周恩来的指示，他回到重庆《新华日报》社，翻译了一些西班牙内战和苏德战争的报告文学集。1945年抗战胜利后，戈宝权受命前往上海创办《新华日报》，但在国民党的阻挠下未能出刊。在此期间，他在生活书店和时代出版社负责编辑工作，期间出版了一些译作研究:122。1946年3月16日，戈宝权和夏衍被美军的吉普车撞伤。

### 文化使者
1949年春，戈宝权作为郭沫若团长为首的代表团成员，参加在捷首都布拉格举办的“第一次世界保卫和平大会”，临行前，周恩来公开了戈宝权的秘密党员身份:32。同年6月，戈宝权参加刘少奇率领的中共中央代表团秘密访问苏联，会谈成功后，他被暂时留在莫斯科，担任新华社驻苏记者，实为中苏两党的联络员:33。
1949年7月16日，他是中苏友好协会发起人之一，也是筹委会的81名成员之一。10月5日中苏友好协会总会成立后，他是197名理事之一。7月23日，中华全国文学工作者协会（1953年10月更名为中国作家协会）在北平成立，戈宝权是首届当选的69名委员之一。1949年10月初，中苏建交后，外交部任命戈宝权为中华人民共和国驻苏联大使馆参事兼临时代办。11月，在中华人民共和国驻苏大使王稼祥到任后，戈宝权出任参赞。1954年任中苏友好协会副秘书长。
文化大革命期间，他和外国文学研究所全体人员一同被下放到河南息县“五七干校”进行劳动改造。外国文学被宣传为“封资修”之物，属于阅读“禁区”。戈宝权便认真研究马列著作中引用的文学典故，后来出版了《马克思恩格斯选集中的希腊罗马神话典故》。
1980年成为中国笔会中心第一批会员。

### 晚年与遗产
1983年9月从北京回到阔别五十多年的家乡东台，捐赠了一批图书。1985年，江苏省政府在南京半山园城墙边为他安排了单门独院的住房。1986年7月5日，他将多年收藏的约两万册图书捐赠给南京图书馆。图书馆为他特设了“戈宝权藏书室”。政府给他一笔奖金，他回馈社会，设立了“戈宝权翻译奖”。
自1995年起，因帕金森氏症卧床不起。2000年5月15日因病医治无效在南京逝世，终年88岁。他留下的遗嘱是，“不开追悼会，不搞告别仪式”。妻子梁培兰遵从嘱托，只在家中设一灵堂，接受朋友们的吊唁。

## 作品与研究

### 文学研究
普希金
鲁迅

### 语言与翻译
世界语
戈宝权不仅是在翻译领域有很高的造诣，而且也是一位著名的老世界语者。他在大夏大学读书期间自学世界语。后来在《新华日报》和生活书店工作时，与绿川英子等世界语者保持着密切联系。
1981年1月25日，北京新侨饭店举行了北京世界语协会成立大会，戈宝权当选为首任理事长。在任职的十年中，他领导的北京世协先后举办了世界语学习培训班113次，学员达4400人。同时还成立了北京世界语合唱团、戏剧团。多次在北京市劳动人民文化宫、中山公园等地举办大型展览及文艺演出。1985年率40人的北京世界语代表团参加昆明第一届全国世界语大会。1986年，戈宝权作为北京世界语代表团团长，在北京召开的第71届国际世界语大会发表报告。

## 荣誉与奖项
- 香港翻译协会荣誉会士（1989年）[24]
- 伊万·弗兰科文学奖（乌克兰作家协会，1988年）[25]
- 各民族人民友谊勋章（苏联，1988年3月1日）：表彰他在加强苏中文化合作和介绍俄罗斯及苏联文学方面所作的贡献，同时庆祝他75岁生日。[26]
- 普希金文学奖（苏联，1988年）：表彰他在翻译、研究和介绍俄罗斯文化的贡献。（由苏联驻华大使特罗扬诺夫斯基在苏联大使馆代表苏联文学基金会及苏联作家协会理事会授予）[27]
- 莫斯科大学荣誉博士学位（1987年）[28]
- 巴黎第八大学荣誉博士学位（1987年2月24日）[29]

## 亲属与家庭
- 祖父：戈铭烈（又名戈骏叔，清末贡生）
- 父亲：戈曙东（又名戈绍甲，东台县城知名教育家）
- 叔父：戈公振
- 第一任妻子：郑兴丽（歌唱家）
- 笫二位妻子：沙莉娜
- 第三任妻子：梁培兰
- 女儿：戈小丽（与郑兴丽所生）
- 外甥：孙戈[30]

## 主要作品
- 戈宝权.  初版. 译林出版社. 1990年5月. ISBN 9787805670645.
- 戈宝权.  初版. 北京出版社. 1987年7月. ISBN 7200002216.
- 戈宝权. . 世界民间文学丛书 初版. 北京: 中国民间文艺出版社. 1983年9月. CSBN 10229·0054.
- 戈宝权编写. . 北京: 三联书店. 1978年. CSBN 17002·28.
- . 由巴金、伊信、戈宝权翻译 初版. 北京: 人民文学出版社. 1978年11月.
- . 由戈宝权、孙伟、卢永翻译 初版. 北京: 人民文学出版社. 1964年11月.
- . 由戈宝权翻译 初版. 北京: 作家出版社. 1964年11月.
- . 由戈宝权等翻译 初版. 北京: 作家出版社. 1964年4月.
- . 由戈宝权翻译 初版. 北京: 音乐出版社. 1963年12月.
- . 由丘琴、戈宝权翻译 初版. 北京: 作家出版社. 1963年5月.
- . 由戈宝权翻译 初版. 北京: 作家出版社. 1963年5月.
- . 由戈宝权翻译 初版. 北京: 作家出版社. 1962年5月.
- . 由戈宝权翻译 初版. 北京: 人民文学出版社. 1959年11月.
- 高尔基. . 由戈宝权翻译. 三联书店. 1950年2月.
- 顾尔希坦. . 由戈宝权翻译 初版. 天下出版社. 1949年6月.
- 戈宝权.  初版. 新中国书局. 1949年4月.
- 马尔夏克. . 由戈宝权翻译 初版. 上海: 时代书报出版社. 1949年3月.
- 罗果夫; 戈宝权. . 上海: 时代书报出版社. 1948年12月.
- 勃洛克. . 由戈宝权翻译. 上海: 时代书报出版社. 1948年5月.
- 巴若夫. . 乌拉尔民间传说. 由戈宝权翻译. 上海: 时代书报出版社. 1948年.
- 戈宝权，林陵（合辑）. . 上海: 时代书报出版社. 1948年10月.
- 罗果夫（主编）; 戈宝权.  初版. 时代出版社. 1947年12月.
- 爱伦堡. . 由戈宝权翻译. 1945年5月.
- 爱伦堡. . 苏德战争报告文艺作品. 由戈宝权翻译. 重庆: 新华日报图书课. 1942年11月.

期刊/报纸发表作品（早期）
- . 由戈宝权翻译. . 苏联文学. 1980年, (第1期): 第21-38页.
- （加纳）迈克尔·戴依-阿南. 由戈宝权翻译. . 人民日报. 1965年6月26日: 第6版.
- （安哥拉）阿高斯提纽·内图. 由戈宝权翻译. . 人民日报. 1963年6月13日: 第5版.
- （安哥拉）马里奥·德安德拉戴. 由戈宝权翻译. . 人民日报. 1962年8月27日: 第4版.
- （格鲁吉亚）瓦查·普沙韦拉. 由戈宝权翻译. . 人民日报. 1961年7月26日: 第8版.
- 戈宝权. . 人民日报. 1961年3月10日: 第8版.
- 戈宝权. . 人民日报. 1959年6月6日: 第8版.
- 戈宝权. . 诗刊. 1957, (10).
- （乌克兰）伊凡·弗兰科. 由戈宝权翻译. . 人民日报. 1956年8月28日: 第8版.
- （阿尔巴尼亚）阿列克斯·恰奇（英语：Aleks Çaçi）. 由戈宝权翻译. . 人民日报. 1955年8月23日: 第6版.
- （保加利亚）卢德米尔·斯图扬诺夫. 由戈宝权翻译. . 人民日报. 1952年7月23日: 第3版.
- （保加利亚）奥尔林·奥尔林诺夫. 由戈宝权翻译. . 人民文学. 1950, (09).

## 延伸阅读
- . 中国社会科学出版社. 2009年4月. ISBN 9787500476856.
- . 华东师范大学出版社. 2013年5月. ISBN 7567505797.